# Ada Palmer
Ada Palmer (Washington D. C., 9 de junio de 1981) es una historiadora y escritora estadounidense, ganadora del premio John W. Campbell de 2017 a la mejor escritora novel. Su primera novela Too Like the Lightning se publicó en mayo de 2016. La obra ha sido bien recibida por la crítica y fue finalista del Premio Hugo a la mejor novela.

## Trayectoria
Hija de la artista Laura Higgins Palmer y del ingeniero informático Douglas Palmer, Ada nació en Washington D. C. pero creció en Annapolis, Maryland. Después de su educación universitaria que comenzó a los 15 años durante dos años en Bard College en Simon's Rock y luego en la universidad Bryn Mawr College, obtuvo un doctorado en la Universidad de Harvard.
Después de una temporada en la Universidad de Texas A&M, Palmer comenzó a dar clase en la Universidad de Chicago.
Como académica, Palmer investiga y enseña sobre el período del Renacimiento. Imparte una clase sobre el Renacimiento italiano en la que los estudiantes escenifican el cónclave de 1492, con reuniones secretas, traiciones y una votación final llevada a cabo en traje de gala. En una entrevista, Palmer habló de su experiencia con la clase, sugiriendo que los estudiantes tienen muchos prejuicios favorables sobre este periodo a pesar de su lado más oscuro.
Palmer es autora, junto con James Hankins, de The Recovery of Ancient Philosophy in the Renaissance: A Brief Guide, de 2008. Su primera obra, Reading Lucretius in the Renaissance, se publicó en 2014. Palmer sostiene que el poema de Lucrecio De la naturaleza de las cosas, redescubierto en el Renacimiento, podría ser el primer documento que ofrece una cosmovisión profana; es decir, la posibilidad de describir cómo funciona el universo sin ninguna influencia divina. Esta teoría tiene implicaciones para el desarrollo de la ciencia política, así como para otras cosmovisiones seculares. Palmer y Hankins también sostienen que las ideas de Lucrecio influyeron directamente en Nicolás Maquiavelo y en el utilitarismo, por la forma en que sus teorías les ayudaron a crear una ética que funcionara por sí misma, sin ninguna influencia externa y divina.

## Obras de ficción

### Tierra Ignota
La primera novela de Palmer, Too Like the Lightning, la primera de la serie Terra Ignota, se publicó en 2016 y fue finalista de los Premios Hugo en 2017. Se ha descrito como un libro racional adyacente, una obra influenciada tanto por la ciencia ficción como por los géneros históricos, hecho que Palmer ha confirmado. La novela ganó el Premio Compton Crook 2017 a la mejor primera novela del género publicada durante el año anterior.
La serie tiene cuatro novelas:
1. Too Like the Lightning (2016)
2. Seven Surrenders (2017)
3. The Will to Battle (2017)
4. Perhaps the Stars (2021)[13]